# Aeroportul Nakhon Si Thammarat
Aeroportul Nakhon Si Thammarat (IATA: NST, ICAO: VTSF) este un aeroport din Pak Phun⁠(d), Districtul Mueang Nakhon Si Thammarat, Provincia Nakhon Si Thammarat, Thailanda ce deservește zona Nakhon Si Thammarat⁠(d). Aeroportul a fost tranzitat în 2020 de 1.340.398 de pasageri. A fost numit după zona deservită.
Situat la o altitudine de 4 m, aeroportul dispune de o singură pistă. Este operat de Airports of Thailand⁠(d).